# میرخواند علیا
میرخواند علیا، روستایی از توابع بخش طارم سفلی شهرستان قزوین در استان قزوین ایران است.

## مردم
مردم این روستا لر هستند به زبان لری لکی سخن می گویند و از ایل لر چگنی هستند.

## جمعیت
این روستا در دهستان خندان قرار دارد و براساس سرشماری مرکز آمار ایران در سال ۱۳۸۵، جمعیت آن ۴۰۸ نفر (۱۱۶خانوار) بوده‌است.